# (32351) 2000 QH116
2000 QH116 (asteroide 32351) é um asteroide da cintura principal. Possui uma excentricidade de 0.16825840 e uma inclinação de 2.13884º.
Este asteroide foi descoberto no dia 28 de agosto de 2000 por LINEAR em Socorro.